# Asclerocheilus californicus
Asclerocheilus californicus är en ringmaskart som beskrevs av Hartman 1963. Asclerocheilus californicus ingår i släktet Asclerocheilus och familjen Scalibregmatidae. Inga underarter finns listade i Catalogue of Life.